# 庄村
庄村（しょうむら）は石川県江沼郡にあった村。現在の加賀市の北東部、北陸本線加賀温泉駅・動橋駅と山代温泉の間の地域にあたる。

## 地理
- 河川 ： 動橋川、尾俣川

## 歴史
- 1889年（明治22年）4月1日 - 町村制の施行により、加茂村、桑原村、庄村、七日市村及び西島村の区域をもって、庄村が発足する。
- 1942年（昭和17年）5月1日 - 山代町に編入する。

## 交通

### 鉄道路線
- 温泉電軌（現・北陸鉄道）
  - 動橋線
    - 庄学校前駅 - 庄駅